# Сано ди Пиетро
Сàно ди Пиèтро или Ансано ди Пиетро (на италиански: Sano di Pietro; * 1405, Сиена, Сиенска република, † 1481, пак там) е италиански художник, представител на Сиенската школа.

## Биография и творчество
Сано ди Пиетро е разностранен художник. Той се занимава с кавалетна живопис, книжна миниатюра, стенопис; рисува и дървените обложки (таволети) на счетоводните книги на сиенската хазна (т. нар. „Бикерна“). 

През 1428 г. той е приет в Арте дел Питори — сиенската гилдия на художниците едновременно с Джовани ди Паоло и Сасета. Документите от този период свидетелствуват, че Сано ди Пиетро работи рамо до рамо със Сасета, който голяма част от специалистите считат за негов учител. Сасета е вероятно с около 10 г. по-голям от Сано, и съдейки по всичко те са свързвани не просто професионално, но от приятелски отношения. Във всеки случай това може да се разбере от няколко известни факта: през 1428 г. Сано ди Петро изрисува и позлатява Сиенския баптистерий, създаден по проект на Сасета, през 1432 г. помага в работата му над олтарната картина „Снежната мадона“, а след смъртта на Сасета по време на работата над му над фреските на Порта Романа, Сано ди Пиетро дорисува неговата фреска „Коронясването на Мария“ (1458-66), и „Св. Франциск“ (Сиена, Пинакотека). Сано се ползва с голяма почит и уважение в родния град и оглавява процъфтяваща художествена работилница, макар че не всички работи, изготвени зад стените ѝ, са висококачествени. В своето творчество Сано ди Пиетро се стреми да съчетае изтънчената линеарност на Сасета с пластичността на Доменико ди Бартоло.
Първата подписана и датирана работа на Сано е полиптих за Блажения Джовани Коломбини (1444 г.), чиято основна част сега се съхранява в Пинакотеката на Сиена, а пределата — в парижкия Лувър. През 1445 г. Сано и Доменико ди Бартоло изписват фреската „Коронясването на Мария“ в сиенския Палацо Публико, през 1449 г. Сано ди Пиетро създава триптих на св. Блез (Сиена, Пинакотека), а през 1458 г. полиптиха „Монтемерано“. Художникът създава цикъл картини, посветен на сюжети от живота на св. Бернардин, включващ известната „Проповед на св. Бернардин на площада в Сиена“ (1445 г. Сиена, Катедрален музей). Освен сиенските поръчки ателието на Сано ди Пиетро работи над множество поръчки от малки градове, като например над полиптих през 1471 г. за Бадия а Изола, олтар за катедралата в Пиенца, полиптих за църквата „Санта Кристина“ в Болсена и др.

## Произведения на художника
- На wga.hu
- На aiwaz.net Архив на оригинала от 2007-07-11 в Wayback Machine.